# 鉴江开发区
鉴江开发区是中国广东省茂名市化州市的一个开发区，属街道级别。鉴江开发区于1993年2月成立，原名为鉴江经济开发试验区。鉴江开发区总面积38平方公里，下辖5个村委会和1个社区，总人口4.3万人。